# Сапник
Сапник (словен. Sapnik) — поселення в общині Костел, регіон Південно-Східна Словенія, Словенія. Висота над рівнем моря: 233,9 м.